# Victor Heinisch
Victor Heinisch (* 13. September 1866 in Sondershausen; † 12. Februar 1910 in Mödling (Österreich)) war ein deutscher Harfenist und Komponist.

## Leben
Victor Heinisch studierte Musik am Konservatorium seiner Heimatstadt. Dann zog es ihn nach Hamburg, wo er Harfenist am Stadttheater wurde. Mitte der 1890er Jahre wurde er zudem Kapellmeister des Orchesters unter dem Chefdirigenten Gustav Mahler. Als sich im Jahr 1900 das Deutsche Schauspielhaus in Hamburg gründete, wurde Victor Heinisch als Kapellmeister mit der Besetzung des Orchesters betraut. 1902 wurde Victor Heinisch dann von Gustav Mahler als 1. Harfenist an die Hofoper in Wien geholt und wurde im selben Jahr auch Harfenist der Wiener Philharmoniker.
Neben seiner Tätigkeit als Harfenist machte sich Victor Heinisch auch als Komponist einen Namen. 1902 wurde in Hamburg seine Messa Requiem in memoriam König Umberto von Italien aufgeführt. Ein Werk das ihm den Orden des Ritters der italischenischen Krone einbrachte.
Victor Heinisch starb 1910 mit nur 43 Jahren an Magenkrebs.

## Kompositionen (Auswahl)
- Oper Meister Rupert (auch Der Musikus von Augsburg betitelt) (1893)
- Messa Requiem für Soli, Chor, Orchester und Orgel In memoriam König Umberto von Italien
- Oper Harald der Viking (1900)
- Oper Salome (1903)
- Symphonische Tondichtung für Orchester Totentanz
- Rhapsodie für Orchester Ein verlorenes Märchenland, unerreichbar dem Sehnenden
- Romanze für Violine (oder Viola oder Cello) und Harfe op. 30 Träumerei
- Elegie für Violine, Cello, Harfe und Harmonium